# Leerlaufversuch
Als Leerlaufversuch bezeichnet man in der Elektrotechnik eine Versuchsschaltung, die dazu dient, die Eigenschaften einer elektrischen Maschine messtechnisch zu überprüfen. Mit dem Leerlaufversuch werden die Eisenverluste der Maschine ermittelt.

## Schaltungsaufbau und Versuchsdurchführung

### Transformator

Leerlaufversuch und Leerlaufersatzschaltbild

Beim Transformator wird der Leerlaufversuch entweder mit offener Primärspule oder mit offener Sekundärspule durchgeführt. Hierfür werden auf der jeweils gewählten Eingangsseite ein Spannungsmessgerät und ein Leistungsmessgerät parallel zu den Eingangsklemmen der Trafospulen geschaltet. Zur Strommessung wird ein Strommessgerät zwischengeschaltet. Anschließend wird die entsprechende Nennspannung an die Messschaltung gelegt. Auf der Ausgangsseite des Transformators wird mit einem hochohmigen Spannungsmessgerät die Ausgangsspannung gemessen. Anhand der gemessenen Werte für die Eingangsspannung, den Eingangsstrom und die elektrischen Leistung lässt sich der Leistungsfaktor des Transformators errechnen. Die Kupferverluste sind bei dieser Messschaltung so klein, dass sie vernachlässigt werden können. Die im Leerlaufversuch ermittelte Wirkleistung ist identisch mit der Eisenverlustleistung. Kann der Leerlaufversuch aus bestimmten Gründen nicht mit Nennspannung betrieben werden, so müssen die gemessenen Werte wie Leerlaufstrom und Leistung auf den Nennwert umgerechnet werden. Bei Drehstromtransformatoren müssen die gemessenen Werte auf die Strangwerte umgerechnet werden. Die Abbildung zeigt einen Transformator im Leerlaufversuch. Da die Verlustströme hauptsächlich im Querstrang fließen, kann der Längsstrang vernachlässigt werden.

### Drehstrommotor
Bei Drehstrommotoren wird der Leerlaufversuch durchgeführt, indem zunächst die ohmschen Widerstände der Stator- und, falls möglich, der Rotorwicklungen gemessen werden. Anhand der gemessenen Werte werden die Kupferverluste errechnet. Damit die Spannung gemessen werden kann, werden zwei Spannungsmessgeräte an die Motoranschlüsse angeschlossen. Zur Strommessung wird in jedem Strang ein Strommessgerät zwischengeschaltet. Außerdem wird die aufgenommene Leistung mit einem Leistungsmesser ermittelt. Die Ständerspannung wird zunächst auf den 1,2-fachen Nennwert erhöht und anschließend bis auf den 0,75-fachen Nennwert erniedrigt. Wenn die Drehzahl zu stark absinkt, muss der Versuch abgebrochen werden. Die ermittelten Werte werden in ein Diagramm eingetragen. Anschließend werden die Leerlaufverluste ermittelt, indem von der aufgenommenen Wirkleistung die Ständerkupferverluste abgezogen werden. Die Leerlaufverluste setzen sich zusammen aus den Reibungsverlusten und den Eisenverlusten. Durch Extrapolieren ermittelt man aus dem Diagramm die Reibungsverluste. Diese werden von den Leerlaufverlusten abgezogen, die übrigbleibenden Verluste sind die Eisenverluste.
Wird der Versuch gemäß der Norm IEC 60034-2 durchgeführt, dann muss der Motor zunächst solange im Leerlauf betrieben werden, bis die aufgenommene Verlustleistung um nicht mehr als 3 Prozent variiert. Um die Kupferverluste zu ermitteln, muss der Wicklungswiderstand der Ständerwicklung vor und nach dem Lauf des Motors gemessen werden. Anschließend müssen die Messwerte für jeden Messwert interpoliert werden. In der Norm IEEE112 werden zwei Methoden zur Ermittlung der Zusatzverluste beschrieben. Bei der Methode 1 werden die Zusatzverluste durch Drehmomentmessungen ermittelt. Bei der Methode 2 werden die Zusatzverluste in Abhängigkeit von der Bemessungsleistung festgelegt. Anhand der ersten Methode können die Zusatzverluste mit einer höheren Genauigkeit ermittelt werden. Voraussetzung ist hierbei, dass die verwendete Drehmomentenmesstechnik eine hinreichende Messgenauigkeit hat.